# Katja (Eddy Roos)
Katja is een bronzen beeld van Eddy Roos.
Het beeld dateert uit 1982/1983 toen het gebouw, waarin toen verzorgingscentrum Amstelhof was gevestigd, 300 jaar bestond (volgens de inzichten destijds). Het centrum had in de jaren zeventig een 60 miljoen kostende renovatie achter de rug. Burgemeester Wim Polak bood daarop Katja aan Amstelhof aan. Het werd onthuld op 22 februari 1983. De kunstenaar over het werk: “Het symboliseert de oerdans. Het doorzakken van de knieën correspondeert met de expressie van Polynesische houten beelden en de houding van Afrikaanse dansers. Een symbolische verwijzing naar contact met de aarde, een aspect, dat op zijn beurt ook door de moderne dans uitgedragen wordt.“ 
Begin 21e eeuw werd verzorgingscentrum Amstelhof omgebouwd tot het Museum Hermitage Amsterdam. 